# Aulacomerus
Aulacomerus – rodzaj błonkówek z rodziny Pergidae.

## Taksonomia
Rodzaj Aulacomerus został opisany 1840 roku przez Maximiliana Spinolę jako monotypowy. Gatunkiem typowym jest Aulacomerus buquetii. W 1882 William Kirby opisał rodzaj Loboceras (gat. typ. Loboceras mexicanum, w 1900 Friedrich Konow bezzasadnie zmienił nazwę na Loboceros). Oba te taksony zostały zsynonimizowane 1990 roku przez Davida Smitha.

## Zasięg występowania
Przedstawiciele tego rodzaju występują w Krainie Neotropikalnej od Meksyku na płn. po Argentynę i Chile na płd.

## Systematyka
Do  Aulacomerus zaliczanych jest 28 gatunków:

- Aulacomerus apicalis
- Aulacomerus atriventris
- Aulacomerus buquetii
- Aulacomerus calcar
- Aulacomerus candirus
- Aulacomerus daktus
- Aulacomerus ecuadoriensis
- Aulacomerus enus
- Aulacomerus gibbifrons
- Aulacomerus hippolyte
- Aulacomerus isomus
- Aulacomerus jimus
- Aulacomerus klugii
- Aulacomerus konowi
- Aulacomerus lucidus
- Aulacomerus mexicanus
- Aulacomerus nastus
- Aulacomerus nigriceps
- Aulacomerus olemus
- Aulacomerus padeus
- Aulacomerus pullus
- Aulacomerus quivus
- Aulacomerus ratinus
- Aulacomerus retusicornis
- Aulacomerus varicornis
- Aulacomerus waquus
- Aulacomerus xyntus
- Aulacomerus yikasus